# Зимонсберг
Зимонсберг (њем. Simonsberg) општина је у њемачкој савезној држави Шлезвиг-Холштајн. Једно је од 132 општинска средишта округа Нордфризланд. Према процјени из 2010. у општини је живјело 862 становника. Посједује регионалну шифру (AGS) 1054120.

## Географски и демографски подаци
Зимонсберг се налази у савезној држави Шлезвиг-Холштајн у округу Нордфризланд. Општина се налази на надморској висини од 5 метара. Површина општине износи 17,1 km². У самом мјесту је, према процјени из 2010. године, живјело 862 становника. Просјечна густина становништва износи 50 становника/km².

## Међународна сарадња
| Мјесто       | Држава               | Врста сарадње | Од    |
| ------------ | -------------------- | ------------- | ----- |
| Кидерминстер | Уједињено Краљевство | партнерство   | 1977. |
| Грам         | Данска               | контакт       | 2000. |
| Гентофте     | Данска               | пријатељство  | 2000. |
| Извор        |                      |               |       |